# لوق
لوق هي بلدة تقع في محافطة جدو جنوب غرب الصومال. وهي من أقدم المستوطنات في المنطقة. وهي مقر منطقة لوق. تقع المدينة في منحنى نهر جوبا حيث يتدفق المجرى المائي من الشمال إلى الجنوب على شكل حدوة حصان.